# Типови земљишта у Србији
Распадањем стена од којих се састоји Земљина кора и таложењем минералних и органских материја на површини ствара се растресити и танак слој који се назива земљиште или продуктивно тле. Земљиште садржи потребне састојке за исхрану биљака. Под утицајем разноликог састава стена, климе и воде на територији Србије створени су различити типови земљишта. Од њих већи значај имају: 
- црница
- гајњача
- смоница
- алувијално земљиште
- пепељуше
- црвеница

## Типови
Црница је најплодније земљиште у Србији. Богата је хумусом и због тога је понекад зову хумуша. Има тамну боју. Највише је распрострањена у Војводини, Стигу и у једном делу Мачве.
Гајњаче и смонице су плодна и збијена глиновита тла. Гајњаче имају руменкасту (ако имају више гвожђа) или мрку боју (ако имају више хумуса). Мање су плодне од смоница. Смонице су црне боје, богате су хумусом и спадају у наша најплоднија земљишта. Гајњача има највише по побрђу и на ниским планинама Јужног обода Панонског басена и странама котлина у сливу Јужне Мораве. Смонице су распрострањене у нижим деловима Шумадије, највећем делу Мачве, на дну котлина и у долинама Тимока, Јужне Мораве и Западне Мораве. Неки ову врсту зову глинуша.
Алувијално земљиште се јавља дуж свих река. Најшири појас има поред великих равничарских река: Дунава, Саве, Мораве и других. Спада у плодна тла, нарочито у средњим и доњим токовима река. Састоји се од речних наноса, муља, песка и шљунка наталоженог за време поплава. Ово земљиште је богато хранљивим материјама и лако се обрађује. Неки је зову пескуша.
Пепељуше су наша најраспрострањенија и најмање плодна тла. Сивопепељасте су боје и са мало хумуса. Има их у нашим планинским крајевима. Оне су земљиште шумске вегетације.
Црвеница је местимично распрострањена у Старовлашко-рашкој висији, Метохијској котлини и Источној Србији. Настала је од нерастворљивог дела кречњака.